# Kigoma (region)

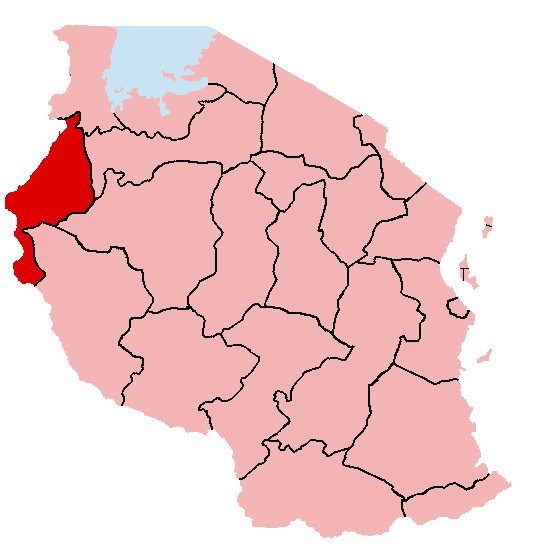
Kigomaregionens läge i Tanzania.

Kigoma är en av Tanzanias 30 regioner och är belägen i den nordvästra delen av landet, med kust mot Tanganyikasjön och gränsen till Kongo-Kinshasa i väster och gräns till Burundi i nordväst. Den har en beräknad folkmängd av 1 740 111 invånare 2009 på en yta av 37 037 km². Detta invånarantal exkluderar flyktingar i de läger som vuxit upp i regionen på grund av oroligheter i grannländerna. Administrativ huvudort är staden Kigoma vid Tanganyikasjöns kust. 

## Administrativ indelning
Regionen är indelad i sju distrikt:
- Buhingwe
- Kakonko
- Kasulu
- Kibondo
- Kigoma landsbygd
- Kigoma stad
- Uvinza

## Flyktingläger
På grund av oroligheter i grannländerna Burundi, Kongo-Kinshasa och Rwanda under de senaste årtiondena har det vuxit upp flyktingläger i Tanzania, särskilt i Kigomaregionen. Vid folkräkningen 2002 bodde det totalt 1 674 047 invånare i regionen, varav lite mer än 20 % utgjordes av flyktingar. Dessa var koncentrerade till flyktingläger belägna i de sex områdena (med invånarantal år 2002) Kazilamihunda (94 167 invånare), Uvinza (84 238 invånare), Mugombe (55 409 invånare), Nyarugusu (51 873 invånare), Kumubanga (47 153 invånare) samt Nyakitonto (36 612 invånare). Det har dock rapporterats att många flyktingar börjat återvända till sina hemländer under de senaste åren.

## Urbanisering
Regionens urbaniseringsgrad beräknas till 22,00 % år 2009, en uppgång från 21,09 % året innan. Den största staden i regionen är Kigoma, med ytterligare tre orter med över 10 000 invånare. 
| Ort           | Distrikt    | Yta (km²)     | Invånarantal 2002 |
| ------------- | ----------- | ------------- | ----------------- |
| Kigoma        | Kigoma stad | Ingen uppgift | 131 792           |
| Kasulu Mjini  | Kasulu      | 25,06         | 33 452            |
| Nguruka       | Uvinza      | Ingen uppgift | 20 413            |
| Kibondo Mjini | Kibondo     | Ingen uppgift | 13 241            |